# Brasserie des Carrières
La Brasserie des Carrières est une entreprise belge située dans le village  de Basècles faisant partie de la commune de Belœil en province de Hainaut. Elle produit principalement les bières Diôle.

## Histoire
Deux amis, Julien Slabbinck muni d'une formation d'ingénieur brassicole et François Amorison qui a suivi des études d'ingénieur agronome, sont passionnés des produits du terroir et plus particulièrement de ceux qui touchent au secteur brassicole. Sur le site d'une ancienne scierie appartenant au grand-père de François Amorison, ils aménagent une brasserie qui produit son premier brassin de Diôle blonde commercialisé en décembre 2012. La brasserie se trouvant à proximité du site des anciennes carrières de marbre aujourd'hui inondées prend le nom de brasserie des Carrières.
Le circuit court a été privilégié pour la conception de cette bière qui se veut 100 % naturelle. Deux fermes du village de Basècles fournissent l'orge qui est transformée en malt à la malterie du Château, la plus ancienne malterie de Belgique située près du château de Belœil à 7 km de la brasserie. Le houblon provient en partie de plants cultivés sur les terres de la brasserie. Même les casiers à bouteilles en bois de peuplier sont issus d'une production locale.

## Bières
La brasserie produit cinq bières artisanales conçues sans additif ni épice. 
- Diôle blonde, une bière blonde dorée titrant 6,5 % en volume d'alcool élue meilleure bière blonde de Wallonie en 2014[2].
- Diôle ambrée, une bière ambrée titrant 7,5 % en volume d'alcool.
- Diôle brune, une bière brune titrant 8,5 % en volume d'alcool.
- Diôle de Noël, une bière de saison titrant 8,5 % en volume d'alcool élaborée avec 4 sortes de houblon.

La diôle est un outil dont on tirait les queues pour polir le marbre.
- Basèque, une bière blonde titrant 5,5 % en volume d'alcool brassée à l'occasion du carnaval de Basècles.

## Source et lien externe
- « Unknown page », sur hainaut-terredegouts.be via Wikiwix (consulté le 16 juin 2023)
- site de la brasserie